# Governatori generali della Nuova Zelanda
Quello che segue è un elenco dei Governatori generali della Nuova Zelanda.

## Storia
Il Governatore generale è il rappresentante del Sovrano britannico in Nuova Zelanda (la quale è parte del Commonwealth). Viene nominato direttamente dal sovrano su indicazione del Primo Ministro. Il Governatore generale svolge la funzione di Viceré ed è solitamente visto come de facto il capo di Stato. Come rappresentante del sovrano della Nuova Zelanda, il Governatore generale assolve molte delle funzioni di competenza della corona come quello di convocare o sciogliere il parlamento, garantire o negare l'assenso regio, ruoli cerimoniali e la possibilità di compiere visite di stato e ricevere ambasciatori. Queste funzioni sono regolate su consiglio del primo ministro della Nuova Zelanda.
Il Governatore generale della Nuova Zelanda svolge la medesima funzione anche per lo Stato libero associato di Niue, ma non per le Isole Cook, che invece sono dotate di un proprio rappresentante del monarca del Regno Unito.
Il ruolo del Governatore Generale cambiò nel corso del Novecento; fino al 1907 la Nuova Zelanda aveva lo status di colonia e vi risiedeva un governatore. Successivamente venne istituito il Dominion e fu nominato un governatore generale, che rappresentò anche il governo britannico fino al 1931, quando lo Statuto di Westminster parificò alla madrepatria i dominion all'interno dell'Impero britannico. Solamente dopo la seconda guerra mondiale il ruolo del Governatore divenne sempre più simile a quello attuale; nel 1967 ci fu per la prima volta la nomina di un governatore Generale neozelandese (in precedenza erano tutti di origine britannica).

## Lista
Nella lista seguente i governatori sono indicati dallo sfondo grigio scuro, mentre con lo sfondo grigio chiaro sono identificati gli amministratori intermedi in mancanza di un vero e proprio governatore.
| #  | Titolo                                   | Nome                                                                  | Periodo di servizio                   | Sovrano                   | Nominato da                                                        | Primo/i ministro/i                                                                             |
| -- | ---------------------------------------- | --------------------------------------------------------------------- | ------------------------------------- | ------------------------- | ------------------------------------------------------------------ | ---------------------------------------------------------------------------------------------- |
| 1  | Luogotenente-Governatore                 | Capitano William Hobson RN                                            | 24 novembre 1840 - 3 maggio 1841      | Regina Vittoria           | Regina Vittoria su consiglio dell'Ufficio per le Colonie           | Nessuno                                                                                        |
| 1  | Governatore Generale della Nuova Zelanda | Capitano William Hobson RN                                            | 3 maggio 1841 - 10 settembre 1842     | Regina Vittoria           | Regina Vittoria su consiglio dell'Ufficio per le Colonie           | Nessuno                                                                                        |
|    | Governatore Generale della Nuova Zelanda | Willoughby Shortland                                                  | 10 settembre 1842 - 26 dicembre 1843  | Regina Vittoria           | Regina Vittoria su consiglio dell'Ufficio per le Colonie           | Nessuno                                                                                        |
| 2  | Governatore Generale della Nuova Zelanda | Capitano Robert FitzRoy RN                                            | 26 dicembre 1843 - 18 novembre 1845   | Regina Vittoria           | Regina Vittoria su consiglio dell'Ufficio per le Colonie           | Nessuno                                                                                        |
| 3  | Governatore Generale della Nuova Zelanda | George Edward Grey KCB                                                | 18 novembre 1845 - gennaio 1848       | Regina Vittoria           | Regina Vittoria su consiglio dell'Ufficio per le Colonie           | Nessuno                                                                                        |
| 3  | Governatore in Capo                      | George Edward Grey KCB                                                | gennaio 1848 - marzo 1853             | Regina Vittoria           | Regina Vittoria su consiglio dell'Ufficio per le Colonie           | Nessuno                                                                                        |
| 3  | Governatore della Nuova Zelanda          | George Edward Grey KCB                                                | marzo 1853 - 3 gennaio 1854           | Regina Vittoria           | Regina Vittoria su consiglio dell'Ufficio per le Colonie           | Nessuno                                                                                        |
|    | Governatore della Nuova Zelanda          | Robert Wynyard                                                        | 3 gennaio 1854 - 6 settembre 1855     | Regina Vittoria           | Regina Vittoria su consiglio dell'Ufficio per le Colonie           | Nessuno                                                                                        |
| 4  | Governatore della Nuova Zelanda          | Colonnello Thomas Gore Browne CB                                      | 6 settembre 1855 - 3 ottobre 1861     | Regina Vittoria           | Regina Vittoria su consiglio dell'Ufficio per le Colonie           | Henry Sewell; William Fox; Edward Stafford; William Fox                                        |
|    | Governatore della Nuova Zelanda          | Robert Wynyard                                                        | 3 ottobre 1861 - dicembre 1861        | Regina Vittoria           | Regina Vittoria su consiglio dell'Ufficio per le Colonie           | Henry Sewell; William Fox; Edward Stafford; William Fox                                        |
|    | Governatore della Nuova Zelanda          | Sir George Grey KCB                                                   | dicembre 1861 - 5 febbraio 1868       | Regina Vittoria           | Regina Vittoria su consiglio dell'Ufficio per le Colonie           | William Fox; Alfred Domett; Frederick Whitaker; Frederick Weld; Edward Stafford                |
| 5  | Governatore della Nuova Zelanda          | Sir George Ferguson Bowen GCMG                                        | 5 febbraio 1868 - 19 marzo 1873       | Regina Vittoria           | Regina Vittoria su consiglio dell'Ufficio per le Colonie           | Edward Stafford; William Fox; Edward Stafford; George Marsden Waterhouse; William Fox          |
|    | Governatore della Nuova Zelanda          | Sir George Arney                                                      | 19 marzo 1873 - 14 giugno 1873        | Regina Vittoria           | Regina Vittoria su consiglio dell'Ufficio per le Colonie           | William Fox; Julius Vogel                                                                      |
| 6  | Governatore della Nuova Zelanda          | Sir James Fergusson Bt                                                | 14 giugno 1873 - 3 dicembre 1874      | Regina Vittoria           | Regina Vittoria su consiglio dell'Ufficio per le Colonie           | Julius Vogel                                                                                   |
| 7  | Governatore della Nuova Zelanda          | George Phipps, II marchese di Normanby GCB GCMG PC                    | 3 dicembre 1874 - 21 febbraio 1879    | Regina Vittoria           | Regina Vittoria su consiglio dell'Ufficio per le Colonie           | Julius Vogel; Daniel Pollen; Julius Vogel; Harry Atkinson; George Edward Grey                  |
|    | Governatore della Nuova Zelanda          | James Prendergast                                                     | 21 febbraio 1879 - 27 marzo 1879      | Regina Vittoria           | Regina Vittoria su consiglio dell'Ufficio per le Colonie           | George Edward Grey                                                                             |
| 8  | Governatore della Nuova Zelanda          | Sir Hercules Robinson GCMG                                            | 27 marzo 1879 - 9 settembre 1880      | Regina Vittoria           | Regina Vittoria su consiglio dell'Ufficio per le Colonie           | George Edward Grey; John Hall                                                                  |
|    | Governatore della Nuova Zelanda          | James Prendergast                                                     | 9 settembre 1880 - 29 novembre 1880   | Regina Vittoria           | Regina Vittoria su consiglio dell'Ufficio per le Colonie           | John Hall                                                                                      |
| 9  | Governatore della Nuova Zelanda          | Arthur Hamilton-Gordon, I barone Stanmore GCMG                        | 29 novembre 1880 - 24 giugno 1882     | Regina Vittoria           | Regina Vittoria su consiglio dell'Ufficio per le Colonie           | John Hall; Frederick Whitaker                                                                  |
|    | Governatore della Nuova Zelanda          | James Prendergast                                                     | 24 giugno 1882 - 20 gennaio 1883      | Regina Vittoria           | Regina Vittoria su consiglio dell'Ufficio per le Colonie           | Frederick Whitaker                                                                             |
| 10 | Governatore della Nuova Zelanda          | Luogotenente Generale Sir William Jervois                             | 20 gennaio 1883 - 23 marzo 1889       | Regina Vittoria           | Regina Vittoria su consiglio dell'Ufficio per le Colonie           | Frederick Whitaker; Harry Atkinson; Robert Stout; Harry Atkinson; Robert Stout; Harry Atkinson |
|    | Governatore della Nuova Zelanda          | James Prendergast                                                     | 23 marzo 1889 - 2 maggio 1889         | Regina Vittoria           | Regina Vittoria su consiglio dell'Ufficio per le Colonie           | Harry Atkinson                                                                                 |
| 11 | Governatore della Nuova Zelanda          | William Onslow, IV conte di Onslow GCMG                               | 2 maggio 1889 - 25 febbraio 1892      | Regina Vittoria           | Regina Vittoria su consiglio dell'Ufficio per le Colonie           | Harry Atkinson; John Ballance                                                                  |
|    | Governatore della Nuova Zelanda          | James Prendergast                                                     | 25 febbraio 1892 - 6 giugno 1892      | Regina Vittoria           | Regina Vittoria su consiglio dell'Ufficio per le Colonie           | John Ballance                                                                                  |
| 12 | Governatore della Nuova Zelanda          | David Boyle, VII conte di Glasgow GCMG                                | 6 giugno 1892 - 8 febbraio 1897       | Regina Vittoria           | Regina Vittoria su consiglio dell'Ufficio per le Colonie           | John Ballance; Richard Seddon                                                                  |
|    | Governatore della Nuova Zelanda          | James Prendergast                                                     | 8 febbraio 1897 - 9 agosto 1897       | Regina Vittoria           | Regina Vittoria su consiglio dell'Ufficio per le Colonie           | Richard Seddon                                                                                 |
| 13 | Governatore della Nuova Zelanda          | Uchter Knox, V conte di Ranfurly GCMG                                 | 9 agosto 1897 - 20 giugno 1904        | Regina Vittoria           | Regina Vittoria su consiglio dell'Ufficio per le Colonie           | Richard Seddon                                                                                 |
| 13 | Governatore della Nuova Zelanda          | Uchter Knox, V conte di Ranfurly GCMG                                 | 9 agosto 1897 - 20 giugno 1904        | Re Edoardo VII            | Re Edoardo VII su consiglio dell'Ufficio per le Colonie            |                                                                                                |
| 14 | Governatore della Nuova Zelanda          | William Plunket, V barone Plunket GCMG KCVO                           | 20 giugno 1904 - 8 giugno 1910        | Re Edoardo VII            | Re Edoardo VII su consiglio dell'Ufficio per le Colonie            | Richard Seddon; William Hall-Jones; Joseph Ward                                                |
|    | Governatore della Nuova Zelanda          | Sir Robert Stout                                                      | 8 giugno 1910 - 22 giugno 1910        | Re Edoardo VII            | Re Edoardo VII su consiglio dell'Ufficio per le Colonie            | Joseph Ward                                                                                    |
| 15 | Governatore della Nuova Zelanda          | John Poynder Dickson, I barone Islington GCMG GBE DSO PC              | 22 giugno 1910 - 3 dicembre 1912      | Re Giorgio V              | Re Giorgio V su consiglio dell'Ufficio per le Colonie              | Joseph Ward; Thomas Mackenzie; William Massey                                                  |
|    | Governatore della Nuova Zelanda          | Sir Robert Stout                                                      | 3 dicembre 1912 - 19 dicembre 1912    | Re Giorgio V              | Re Giorgio V su consiglio dell'Ufficio per le Colonie              | William Massey                                                                                 |
| 16 | Governatore della Nuova Zelanda          | Arthur Foljambe, II conte di Liverpool                                | 19 dicembre 1912 - 28 giugno 1917     | Re Giorgio V              | Re Giorgio V su consiglio dell'Ufficio per le Colonie              | William Massey                                                                                 |
| 1  | Governatore Generale della Nuova Zelanda | Arthur Foljambe, II conte di Liverpool                                | 28 giugno 1917 - 8 luglio 1920        | Re Giorgio V              | Re Giorgio V su consiglio dell'Ufficio per le Colonie              | William Massey                                                                                 |
|    | Governatore Generale della Nuova Zelanda | Sir Robert Stout                                                      | 8 luglio 1920 - 27 settembre 1920     | Re Giorgio V              | Re Giorgio V su consiglio dell'Ufficio per le Colonie              | William Massey                                                                                 |
| 2  | Governatore Generale della Nuova Zelanda | John Jellicoe, I conte Jellicoe GCB OM GCVO                           | 27 settembre 1920 - 12 dicembre 1924  | Re Giorgio V              | Re Giorgio V su consiglio dell'Ufficio per le Colonie              | William Massey                                                                                 |
| 3  | Governatore Generale della Nuova Zelanda | Generale Sir Charles Fergusson Bt GCMG KCB DSO MVO                    | 13 dicembre 1924 - 8 febbraio 1930    | Re Giorgio V              | Re Giorgio V su consiglio dell'Ufficio per le Colonie              | William Massey; Francis Bell; Gordon Coates; Joseph Ward                                       |
|    | Governatore Generale della Nuova Zelanda | Sir Michael Myers                                                     | 8 febbraio 1930 - 19 marzo 1930       | Re Giorgio V              | Re Giorgio V su consiglio dell'Ufficio per le Colonie              | Joseph Ward                                                                                    |
| 4  | Governatore Generale della Nuova Zelanda | Charles Bathurst, I visconte Bledisloe GCMG KBE PC                    | 19 marzo 1930 - 15 marzo 1935         | Re Giorgio V              | Re Giorgio V su consiglio dell'Ufficio per le Colonie              | Joseph Ward; George Forbes                                                                     |
|    | Governatore Generale della Nuova Zelanda | Sir Michael Myers                                                     | 15 marzo 1935 - 12 aprile 1935        | Re Giorgio V              | Re Giorgio V su consiglio dell'Ufficio per le Colonie              | George Forbes; Michael Joseph Savage; Peter Frazer                                             |
| 5  | Governatore Generale della Nuova Zelanda | George Monckton-Arundell, VIII visconte GCMG DSO OBE PC               | 12 aprile 1935 - 3 febbraio 1941      | Re Giorgio V              | Re Giorgio V su consiglio dell'Ufficio per le Colonie              | George Forbes; Michael Joseph Savage; Peter Frazer                                             |
| 5  | Governatore Generale della Nuova Zelanda | George Monckton-Arundell, VIII visconte GCMG DSO OBE PC               | 12 aprile 1935 - 3 febbraio 1941      | Re Edoardo VIII           | Re Giorgio V su consiglio dell'Ufficio per le Colonie              | George Forbes; Michael Joseph Savage; Peter Frazer                                             |
| 5  | Governatore Generale della Nuova Zelanda | George Monckton-Arundell, VIII visconte GCMG DSO OBE PC               | 12 aprile 1935 - 3 febbraio 1941      | Re Giorgio VI             | Re Giorgio VI su consiglio dell'Ufficio per le Colonie             | George Forbes; Michael Joseph Savage; Peter Frazer                                             |
|    | Governatore Generale della Nuova Zelanda | Sir Michael Myers                                                     | 3 febbraio 1941 - 22 febbraio 1941    | Re Giorgio VI             | Re Giorgio VI su consiglio dell'Ufficio per le Colonie             | George Forbes; Michael Joseph Savage; Peter Frazer                                             |
| 6  | Governatore Generale della Nuova Zelanda | Maresciallo della Royal Air Force Sir Cyril Newall GCB OM GCMG CBE AM | 22 febbraio 1941 - 19 aprile 1946     | Re Giorgio VI             | Re Giorgio VI su consiglio dell'Ufficio per le Colonie             | George Forbes; Michael Joseph Savage; Peter Frazer                                             |
|    | Governatore Generale della Nuova Zelanda | Sir Michael Myers                                                     | 19 aprile 1946 - 17 giugno 1946       | Re Giorgio VI             | Re Giorgio VI su consiglio dell'Ufficio per le Colonie             | George Forbes; Michael Joseph Savage; Peter Frazer                                             |
| 7  | Governatore Generale della Nuova Zelanda | Bernard Freyberg, I barone Freyberg VC GCMG KCB KBE DSO               | 17 giugno 1946 - 15 agosto 1952       | Re Giorgio VI             | Re Giorgio VI su consiglio dell'Ufficio per le Colonie             | George Forbes; Michael Joseph Savage; Peter Frazer                                             |
| 7  | Governatore Generale della Nuova Zelanda | Bernard Freyberg, I barone Freyberg VC GCMG KCB KBE DSO               | 17 giugno 1946 - 15 agosto 1952       | Regina Elisabetta II      | Regina Elisabetta II su consiglio dell'Ufficio per il Commonwealth | Peter Fraser;Sidney Holland                                                                    |
|    | Governatore Generale della Nuova Zelanda | Sir Humphrey O'Leary                                                  | 15 agosto 1952 - 2 dicembre 1952      | Regina Elisabetta II      | Regina Elisabetta II su consiglio dell'Ufficio per il Commonwealth | Peter Fraser;Sidney Holland                                                                    |
| 8  | Governatore Generale della Nuova Zelanda | Charles Norrie, I barone Norrie GCMG GCVO CB DSO MC                   | 2 dicembre 1952 - 25 luglio 1957      | Regina Elisabetta II      | Regina Elisabetta II su consiglio dell'Ufficio per il Commonwealth | Peter Fraser;Sidney Holland                                                                    |
|    | Governatore Generale della Nuova Zelanda | Sir Harold Barrowclough                                               | 25 luglio 1957 - 5 settembre 1957     | Regina Elisabetta II      | Regina Elisabetta II su consiglio dell'Ufficio per il Commonwealth | Peter Fraser;Sidney Holland                                                                    |
| 9  | Governatore Generale della Nuova Zelanda | Charles Lyttelton, X visconte Cobham GCMG TD                          | 5 settembre 1957 - 13 settembre 1962  | Regina Elisabetta II      | Regina Elisabetta II su consiglio dell'Ufficio per il Commonwealth | Sidney Holland; Keith Holyoake; Walter Nash                                                    |
|    | Governatore Generale della Nuova Zelanda | Sir Harold Barrowclough                                               | 13 settembre 1962 - 9 novembre 1962   | Regina Elisabetta II      | Regina Elisabetta II su consiglio dell'Ufficio per il Commonwealth | Keith Holyoake                                                                                 |
| 10 | Governatore Generale della Nuova Zelanda | Bernard Fergusson, barone Ballantrae GCMG GCVO DSO OBE                | 9 November 1962 - 20 October 1967     | Regina Elisabetta II      | Regina Elisabetta II su consiglio dell'Ufficio per il Commonwealth | Keith Holyoake                                                                                 |
|    | Governatore Generale della Nuova Zelanda | Sir Richard Wild                                                      | 20 October 1967 - 1 December 1967     | Regina Elisabetta II      | Regina Elisabetta II su consiglio dell'Ufficio per il Commonwealth | Keith Holyoake                                                                                 |
| 11 | Governatore Generale della Nuova Zelanda | Sir Arthur Porritt Bt GCMG GCVO CBE                                   | 1º dicembre 1967 - 7 settembre 1972   | Regina Elisabetta II      | Regina Elisabetta su consiglio di Keith Holyoake                   | Keith Holyoake                                                                                 |
|    | Governatore Generale della Nuova Zelanda | Sir Richard Wild                                                      | 7 settembre 1972 - 27 settembre 1972  | Regina Elisabetta II      | Regina Elisabetta su consiglio di Keith Holyoake                   | Keith Holyoake                                                                                 |
| 12 | Governatore Generale della Nuova Zelanda | Sir Denis Blundell GCMG GCVO KBE QSO                                  | 27 settembre 1972 - 5 ottobre 1977    | Regina Elisabetta II      | Regina Elisabetta II su consiglio di Jack Marshall                 | Jack Marshall; Norman Kirk; Bill Rowling; Robert Muldoon                                       |
|    | Governatore Generale della Nuova Zelanda | Sir Richard Wild                                                      | 5 ottobre 1977 - 26 ottobre 1977      | Regina Elisabetta II      | Regina Elisabetta II su consiglio di Jack Marshall                 | Jack Marshall; Norman Kirk; Bill Rowling; Robert Muldoon                                       |
| 13 | Governatore Generale della Nuova Zelanda | The Rt Hon. Sir Keith Holyoake KG GCMG CH QSO                         | 26 ottobre 1977 - 25 ottobre 1980     | Regina Elisabetta II      | Regina Elisabetta II su consiglio di Robert Muldoon                | Robert Muldoon                                                                                 |
|    | Governatore Generale della Nuova Zelanda | Sir Ronald Davison                                                    | 25 ottobre 1980 - 6 novembre 1980     | Regina Elisabetta II      | Regina Elisabetta II su consiglio di Robert Muldoon                | Robert Muldoon                                                                                 |
| 14 | Governatore Generale della Nuova Zelanda | Sir David Beattie GCMG GCVO QSO QC                                    | 6 novembre 1980 - 22 novembre 1985    | Regina Elisabetta II      | Regina Elisabetta II su consiglio di Robert Muldoon                | Robert Muldoon; David Lange                                                                    |
| 15 | Governatore Generale della Nuova Zelanda | Sir Paul Reeves GCMG GCVO QSO                                         | 22 novembre 1985 - 20 novembre 1990   | Regina Elisabetta II      | Regina Elisabetta II su consiglio di David Lange                   | David Lange; Geoffrey Palmer; Mike Moore; Jim Bolger                                           |
| 16 | Governatore Generale della Nuova Zelanda | Dame Catherine Tizard GCMG GCVO DBE QSO                               | 20 novembre 1990 - 21 marzo 1996      | Regina Elisabetta II      | Regina Elisabetta II su consiglio di Jim Bolger                    | Jim Bolger                                                                                     |
| 17 | Governatore Generale della Nuova Zelanda | Sir Michael Hardie Boys GNZM GCMG QSO                                 | 21 marzo 1996 - 21 marzo 2001         | Regina Elisabetta II      | Regina Elisabetta II su consiglio di Jim Bolger                    | Jim Bolger; Jenny Shipley; Helen Clark                                                         |
|    | Governatore Generale della Nuova Zelanda | Dame Sian Elias                                                       | 21 March 2001 - 4 April 2001          | Regina Elisabetta II      | Regina Elisabetta II su consiglio di Jim Bolger                    | Jim Bolger; Jenny Shipley; Helen Clark                                                         |
| 18 | Governatore Generale della Nuova Zelanda | Dame Silvia Cartwright PCNZM DBE QSO                                  | 4 April 2001 - 4 August 2006          | Regina Elisabetta II      | Regina Elisabetta II su consiglio di Helen Clark                   | Helen Clark                                                                                    |
|    | Governatore Generale della Nuova Zelanda | Dame Sian Elias                                                       | 4 agosto 2006 - 23 agosto 2006        | Regina Elisabetta II      | Regina Elisabetta II su consiglio di Helen Clark                   | Helen Clark                                                                                    |
| 19 | Governatore Generale della Nuova Zelanda | Sir Anand Satyanand GNZM QSO                                          | 23 agosto 2006 - 23 agosto 2011       | Regina Elisabetta II      | Regina Elisabetta II su consiglio di Helen Clark                   | Helen Clark; John Key                                                                          |
|    | Governatore Generale della Nuova Zelanda | Dame Sian Elias                                                       | 23 agosto 2011 - 31 agosto 2011       | Regina Elisabetta II      | Regina Elisabetta II su consiglio di Helen Clark                   | Helen Clark; John Key                                                                          |
| 20 | Governatore Generale della Nuova Zelanda | Sir Jerry Mateparae GNZM QSO KStJ                                     | 31 agosto 2011 - 31 agosto 2016       | Regina Elisabetta II      | Regina Elisabetta II su consiglio di John Key                      | John Key                                                                                       |
|    | Governatore Generale della Nuova Zelanda | Dame Sian Elias                                                       | 31 agosto 2016 - 28 settembre 2016    | Regina Elisabetta II      | Regina Elisabetta II su consiglio di John Key                      | John Key                                                                                       |
| 21 | Governatore Generale della Nuova Zelanda | Dame Patsy Reddy DNZM                                                 | 28 settembre 2016 - 28 settembre 2021 | Regina Elisabetta II      | Regina Elisabetta II su consiglio di John Key                      | John Key, Bill English, Jacinda Ardern                                                         |
| 22 | Governatore Generale della Nuova Zelanda | Dame Cindy Kiro DNZM                                                  | 21 ottobre 2021 -                     | Regina Elisabetta II      | Regina Elisabetta II su consiglio di Jacinda Ardern                | Jacinda Ardern, Chris Hipkins                                                                  |
| 22 | Governatore Generale della Nuova Zelanda | Dame Cindy Kiro DNZM                                                  | 21 ottobre 2021 -                     | Carlo III del Regno Unito | Regina Elisabetta II su consiglio di Jacinda Ardern                | Jacinda Ardern, Chris Hipkins                                                                  |